# Dialetto livignasco
Il livignasco è un dialetto parlato nel comune di Livigno e nella sua frazione Trepalle. Appartiene al gruppo dei dialetti lombardi alpini.
A causa della lunga dominazione dei Grigioni e della posizione pressoché completamente isolata della zona, collegata solo tramite una valle impervia all'Engadina, a livello fonetico e lessicale il dialetto ha subìto le influenze del romancio. Minori influenze derivano dai dialetti prossimi, in primis il bormino.
La singolarità di questo dialetto rispetto a quelli circostanti sta nella pronuncia.

## Il livignasco: tra passato e presente

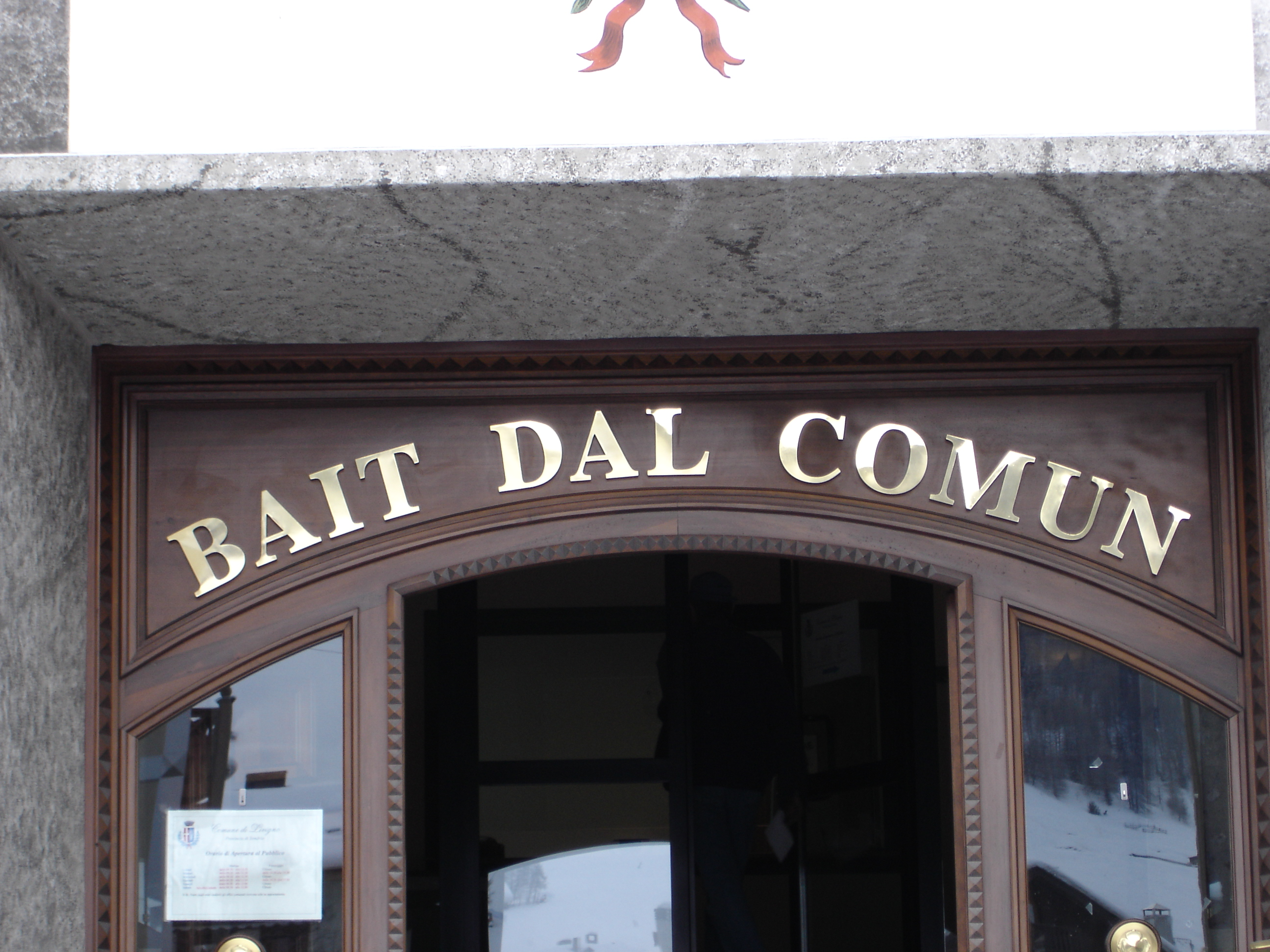
Scritta sul municipio nel dialetto locale (trad. Casa del comune)

Attualmente il livignasco è parlato da circa 5000 persone, anche se il dialetto attualmente in uso è stato influenzato a livello prettamente lessicale dall'italiano. Il "vero" dialetto, parlato fino a pochi decenni fa, presenta termini e strutture sviluppate autonomamente ed influenzate da entità linguistiche più prossime, come il romancio e i dialetti alto-valtellinesi (bormiese, sondalino etc.).
Un esempio:
Il tipico grembiule adoperato per lavori domestici e caserecci si chiamava bigaröl, mentre ora è detto sc'cosal.
Il lessico livignasco comprende principalmente termini relativi alle attività pastorizie ed artigianali, altri termini sono presi dal lessico religioso e militare e riadattati.

## Fonetica
Frequente il gruppo consonantico sc (sc'tala, pronuncia sctàla), la vocale ö e nella pronuncia ortodossa la r uvulare.

## Grammatica
La coniugazione dei verbi avviene analogamente all'italiano.
Eccetto le prime persone, alle altre insieme alla relativa preposizione personale, si antepone al verbo un pronome clitico obbligatorio (mi mai io mangio, ti ta maiasc' tu mangi), similmente a quanto accade in alcuni dialetti galloitalici e nella lingua friulana.
I tempi verbali più ricorrenti sono presente, passato prossimo, trapassato prossimo, futuro e i modi congiuntivo e condizionale, le cui coniugazioni presentano forti analogie a quelle italiane.

## Esempi di livignasco

### La parabula del Fiö Trasun
Un oman l'ha döi marcc.

Al plu sción da 'sti döi l'ha dit al sè pà: “Pà, dèm la part de l'eredità ch'al ma podrò tochèm!”. I 'l gi l'ha dèita.

E dopo ben qual dì, messa insema tuta la soa roba, al plu sción da 'sti marcc l'ara scii in un paés de löncc, e iglià l'ha fèit ir tota la soa roba con una vita lussuriosa.

E dopo che l'ha fèit ir tot, l'ara 'gnù in quel paés una gran cristìa, e anca lu l'ha comenzee a sentir la fom.

E l'ara partii e l'ara scii iglià d'un sitadin de quel paés; i l'ha mandee ne la soa vila a ir past coi porcèigl.

E 'l desiderava da emplìs el sce ventro dli gianda ch'i mangiavan i porcèigl, e nigùn non g'en dava.

Entree in se stess, l'ha dit: "Quanti mercenari ne la baita de mè pà i abóndan de pan, e mì chiglià mori da fom!

Luerèi su e varrèi dal mè pà, e gli dirèi: "Pà, èi ofenduu il ciél e pö anca Vò;

Già no som plu degn d'èsser clamee vos marcc; tolèm come un dei vös mercenari".

E alzee su, l'ara 'gnuu dal sè pà. Quando l'ara amò de löncc, l'ha veduu el sè pà, el ge n'ara fèit pigé, e l'ara scii a saltèi intórn al col, e bascèl su.

I 'sto figliòl al gi ha dit: "Pà, èi ofendù el ciél e pö anca Vò; già no som plu degn d'èsser clamee vos marcc".

Il pà poi al gi ha dit a sèi servitór: "Fèt de bot a portèm la vest plu bela, vestìl, e metèi in di li man l'enèl, e li scherpa in di pee!

Menè chiglià un vedèl ingrascee, mazzèl, e mangèm e banchetèm!

Pergié 'sto mè marcc l'ara mort e l'è resuscitee; l'ara perdù e l'è stèit troee". E i han comenzee a banchetér.

El marcc plu vegl l'ara nel camp, e quand che 'l vegnö e che 'l s'ha fà da prös a la baita, l'ha sentii sonér e cantér.

I l'ha clamee un dei sèi servitór e 'l gi ha domandee ch'a l'ara 'sta roba.

El gi ha responduu: "L'è 'gnuu el tè fradèl e 'l tè pà l'è mazzee un vedèl ingrascee, pergié ch'a l'ha troee san".

Lu pö l'ha clapé la rabia e nol volö brig entrér; el sè pà pö l'ara 'gnuu de förae l'ha comenzee a preél.

Ma lu l'ha responduu al sè pà a 'sto fogia: "Ecco, che mì l'è tengg engg ch'a 'v servi, e no v'èi mai disubidii; e no m'ét mai dèit un begg da godèl insema ai mè amis.

Ma apena 'sto vos marcc, che l'è maglié tot al sè co li meretrici, l'è 'gnuu, i ét mazzee un vedèl ingrascee!"

Ma lu al gi ha dit: "Figliuòl, ti t'esc chiglià con mì, e tot el mè l'è enca tè;

L'ara convenienza pö de mangér, e stér alegri, pergié 'sto tè fradèl l'ara mort e l'è resuscitee; l'ara perdù, e l'è stèit troee".

### Una nuvela del Bucasc
Disci donca ca fina dai temp del prim re de Cipru, dopu l'aquist fäit de la Tera Santa da Gotifrè de Buglion, l'ara suceduu che una ben educäda fema da Guascogna, pelegrinand l'ha volù ir al Sepolcru del noss Signor; e quand ca la tornà indree, a Cipru lugäda, da vergun baloss i ghe n'han fäit una per sciort. Per quest lei la s'ara come mezz desperäda da la passion, e l'ha pensä da ir a reclamär dal re; ma vergun i han dit che la giò per not, perché lù al se tegnò bass e iscì da poch, che no 'l volò fär del mal a nigun; anzi, tant'olta per cativeria fäita a lù l'ha 'buu pazienza, intant che vergun i han quasi pascion, quel col fäi despregi o vergogna el se sfugava. Quand che tota 'sta roba la sentì la fema, desperäda da puder vendicäss, a suleves del sé ramarigh l'ha stabilii da ir a inzigär un poo al re; e, gida breand davanti a lù, l'ha dit: "Scior mì, no vegni brich chiglià davant a tì per ce ca vendeta mì m'aspeiti da la zozza azion ca 'l m'è stäit fäit; ma, incambi de quela, te prej ca ta m'insegnasc co ta fesc tì a sufrìli tota queli ca mi hei sentii ca i te fän; e iscì, co l'imparär da tì, mì possia pazientament la mia supurtär; ca 'l la sä 'l Signor, sa mì pudessi fäl, volanteira ta la regalaroi, da già che t'esc iscì bon spala".

El re, fin igliora stäit tard e pegru, quasi del sogn al se dessedess, cuminciand da quella zozza azion fäita a quela fema, ca da longh ben da gnech l'ha fäit pagär, fin trop permalus l'ara 'gnuu de tucc quei che contra l'unor da sua curona vergot de mal el cumetess d'ora inant.